# Folketingsvalget 1998
Folketingsvalget den 11. marts 1998, der blev udskrevet den 19. februar 1998, resulterede i en tæt valgkamp, der dog bevarede statsminister Poul Nyrup Rasmussen ved magten og efter valget kunne Regeringen Poul Nyrup Rasmussen IV dannes. Den nye regering bestod af ministre fra Socialdemokratiet og Det Radikale Venstre.
Den tætte valgkamp mellem blokkene med Uffe Ellemann-Jensen i spidsen for højrefløjen og den undertippede siddende statsminister Poul Nyrup Rasmussen på den anden fløj huskes med Ekstra Bladet der dagen før selve valgdagen skrev "Træt og sejrsikker Uffe i nat: Den er hjemme".
Valgte blev afgjort med ét mandat og 176 færøske stemmer da den færøske socialdemokrat Jóannes Eidesgaard slog lagmand Edmund Joensen fra Sambandspartiet.
Ved valget kom det nye parti Dansk Folkeparti ind med 13 mandater, mens det gamle Fremskridtsparti tabte 7 af deres 11 mandater. 
Kun på grund af et godt valg for Kirsten Jacobsen med næsten 30.000 personlige stemmer overlevede Fremskridtspartiet dette valg.
Godt et år før valget var formanden for Det Konservative Folkeparti, Hans Engell den 20. februar 1997, fuld kørt ind i en betonklods på Helsingørmotorvejen. Engell forlod dansk toppolitik og overlod posten til Per Stig Møller.
Med Per Stig Møller som formand mistede Det Konservative Folkeparti 11 af 27 mandater. Per Stig Møller selv blev kun valgt på et tillægsmandat.

## Valgresultatet
| Parti                            | Parti                            | Stemmer   | %      | Mandater | +/–     |
| -------------------------------- | -------------------------------- | --------- | ------ | -------- | ------- |
|                                  | Socialdemokratiet                | 1.223.620 | 35,93  | 63       | 1       |
|                                  | Venstre                          | 817.894   | 24,01  | 42       | Uændret |
|                                  | Det Konservative Folkeparti      | 303.965   | 8,92   | 16       | 11      |
|                                  | Socialistisk Folkeparti          | 257.406   | 7,56   | 13       | Uændret |
|                                  | Dansk Folkeparti                 | 252.429   | 7,41   | 13       | NYT     |
|                                  | Centrum-Demokraterne             | 146.802   | 4,31   | 8        | 3       |
|                                  | Det Radikale Venstre             | 131.254   | 3,85   | 7        | 1       |
|                                  | Enhedslisten                     | 91.933    | 2,70   | 5        | 1       |
|                                  | Kristeligt Folkeparti            | 85.656    | 2,51   | 4        | 4       |
|                                  | Fremskridtspartiet               | 82.437    | 2,42   | 4        | 7       |
|                                  | Demokratisk Fornyelse            | 10.768    | 0,32   | 0        | Uændret |
|                                  | Udenfor partierne                | 1.833     | 0,05   | 0        | 1*      |
| I alt                            | I alt                            | 3.405.997 | 100,00 | 175      | 0       |
|                                  |                                  |           |        |          |         |
| Gyldige stemmer                  | Gyldige stemmer                  | 3.405.997 | 99,24  |          |         |
| Ugyldige/blanke stemmer          | Ugyldige/blanke stemmer          | 25.929    | 0,76   |          |         |
| Stemmer i alt                    | Stemmer i alt                    | 3.431.926 | 100,00 |          |         |
| Stemmeberettigede/valgdeltagelse | Stemmeberettigede/valgdeltagelse | 3.993.099 | 85,95  |          |         |
| Kilde: ,                         |                                  |           |        |          |         |

* Jacob Haugaard, der ved Folketingsvalget i 1994 var blevet valgt uden for partierne, genopstillede ikke.
| Stemmefordeling             | Stemmefordeling             | Stemmefordeling | Stemmefordeling | Stemmefordeling |
| --------------------------- | --------------------------- | --------------- | --------------- | --------------- |
|                             |                             |                 |                 |                 |
| Socialdemokratiet           | Socialdemokratiet           |                 | 35.9%           | 35.9%           |
| Venstre                     | Venstre                     |                 | 24.0%           | 24.0%           |
| Det Konservative Folkeparti | Det Konservative Folkeparti |                 | 8.9%            | 8.9%            |
| Socialistisk Folkeparti     | Socialistisk Folkeparti     |                 | 7.6%            | 7.6%            |
| Dansk Folkeparti            | Dansk Folkeparti            |                 | 7.4%            | 7.4%            |
| Centrum-Demokraterne        | Centrum-Demokraterne        |                 | 4.3%            | 4.3%            |
| Det Radikale Venstre        | Det Radikale Venstre        |                 | 3.9%            | 3.9%            |
| Enhedslisten                | Enhedslisten                |                 | 2.7%            | 2.7%            |
| Kristeligt Folkeparti       | Kristeligt Folkeparti       |                 | 2.5%            | 2.5%            |
| Fremskridtspartiet          | Fremskridtspartiet          |                 | 2.4%            | 2.4%            |
| Demokratisk Fornyelse       | Demokratisk Fornyelse       |                 | 0.3%            | 0.3%            |

### Personlige stemmer
Følgende kandidater fik flest personlige stemmer:
1. Svend Auken (A): 61.321
2. Uffe Ellemann-Jensen (V): 60.084
3. Kirsten Jacobsen (Z): 31.267
4. Pia Kjærsgaard (O): 26.640
5. Poul Nyrup Rasmussen (A): 24.509
6. Frank Jensen (A): 24.324
7. Karen Jespersen (A): 23.089
8. Hans Engell (C): 21.697
9. Lotte Bundsgaard (A): 17.598
10. Peter Brixtofte (V): 17.543